# Independentismo hongkonés

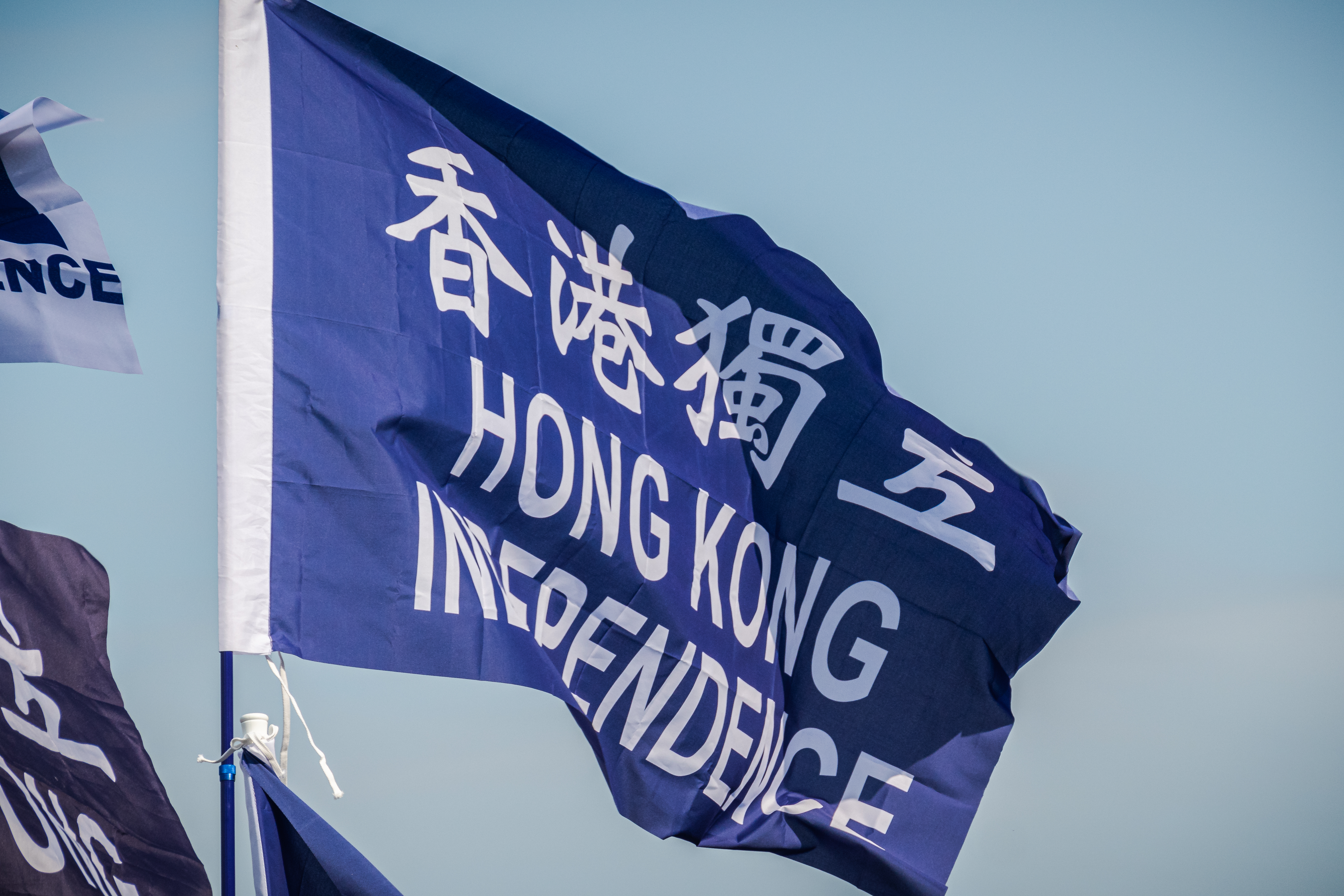
La bandera del movimiento independentista de Hong Kong visto en una escena de protesta.

El independentismo hongkonés (en chino: 香港獨立, en inglés: Hong Kong independence) es un movimiento político que aboga por la soberanía de Hong Kong. Hong Kong es una de las dos regiones administrativas especiales de China, que goza de un alto grado de autonomía en comparación con China continental, garantizada por el Artículo 2 de la Ley Básica de Hong Kong, ratificada por la Declaración Conjunta sino-británica. Desde la transferencia de la soberanía de Hong Kong a la República Popular China en 1997, un número creciente de hongkoneses se han preocupado por la invasión de Pekín a las libertades del territorio y el fracaso del gobierno de Hong Kong para ofrecer «una democracia genuina».
El movimiento de independencia actual surgió después de la reforma electoral de Hong Kong 2014-15 que dividió profundamente el territorio, ya que permitió a los habitantes de Hong Kong tener sufragio universal condicional a que Beijing tenga la autoridad para seleccionar candidatos potenciales para el Jefe Ejecutivo de Hong Kong, el funcionario de más alto rango del territorio. Desencadenó las protestas de ocupación masiva de 79 días apodadas como la "Revolución Paraguas". Después de las protestas, se establecieron muchos nuevos grupos políticos que abogaban por la independencia o la autodeterminación, ya que consideraban que el principio "Un país, dos sistemas" había fallado. Según una encuesta realizada por la Universidad China de Hong Kong (CUHK) en julio de 2016, casi el 40% de los habitantes de Hong Kong de 15 a 24 años apoyaron que el territorio se convirtiera en una entidad independiente, mientras que el 17,4% del total de los encuestados apoyó la independencia, a pesar de solo 3,6% declarando que piensan que es "posible". El 69,6% de los encuestados apoyó mantener "Un país, dos sistemas". Algo más del 13% de los encuestados apoyó la gobernanza directa de China.

## Apoyo a la independencia

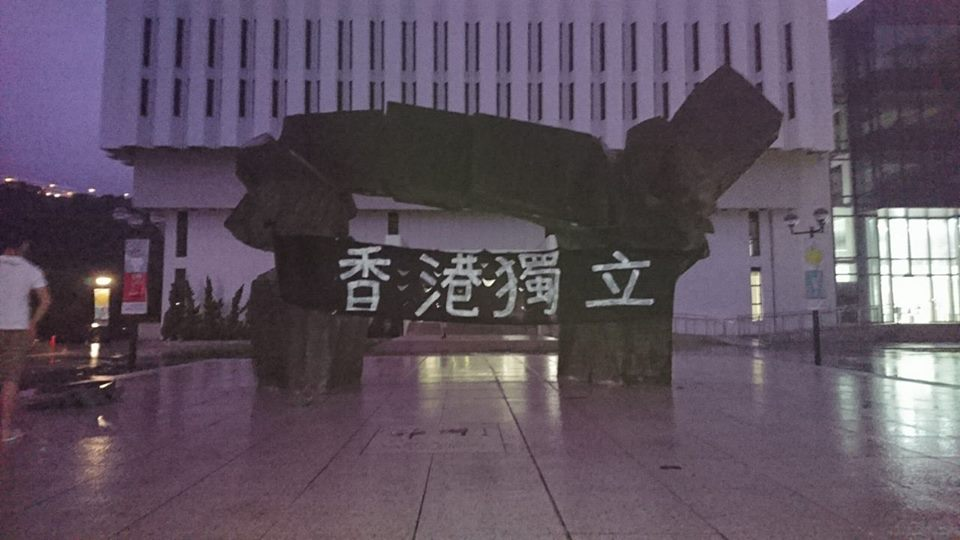
Cartel pro-independencia en la Universidad China de Hong Kong, 4 de septiembre de 2017

Los partidos políticos que apoyan la independencia de Hong Kong incluyen los indígenas de Hong Kong, el Partido Nacional de Hong Kong y Youngspiration. Youngspiration reclama el derecho a la autodeterminación de la "nación de Hong Kong" sobre su soberanía. El grupo activista local Civic Passion ha expresado su apoyo a la independencia de Hong Kong anteriormente, pero luego pidió la enmienda de la Ley Básica de Hong Kong a través de un referéndum civil en las elecciones del Consejo Legislativo de 2016. La organización Demosisto también pide el derecho a la autodeterminación para determinar el futuro de Hong Kong después de 2047, cuando el principio de un país, dos sistemas, tal como se prometió en la Declaración Conjunta Sino-Británica y la Ley Básica de Hong Kong, expirará, aunque la independencia no es la posición del partido. Otros partidos, como la Alianza de Reanudación de la Soberanía Británica sobre Hong Kong e Independencia (BSHI) y el Partido de la Independencia de Hong Kong, exigen el regreso del dominio británico.

### Razones
Las razones que se han citado a favor de la independencia incluyen:
- Derecho a la autodeterminación: el pueblo de Hong Kong tiene derecho a determinar su propio futuro como se establece en el Pacto Internacional de Derechos Civiles y Políticos.[5] Hong Kong estaba en la lista de las Naciones Unidas de territorios no autónomos, a los que se les otorga el derecho a lograr la independencia, antes de ser eliminada a petición de la República Popular de China en 1972.
- Falta de legitimidad de la Declaración Conjunta Sino-Británica y la Ley Básica: el pueblo de Hong Kong fue excluido del proceso de negociación sobre la Declaración Conjunta Sino-Británica sobre la soberanía de Hong Kong en la década de 1980 y la mayoría de la gente de Hong Kong también estuvo ausente de la redacción de la Ley Básica de Kong, la mini-constitución de la RAE de Hong Kong.[7]
- La falta de representación del gobierno de Hong Kong: los pro-demócratas critican que el Jefe Ejecutivo de Hong Kong sea elegido por el Comité Electoral de 1.200 miembros, que está dominado por Beijing y no representa la voluntad general del pueblo de Hong Kong.[8] Aproximadamente la mitad de los escaños en el Consejo Legislativo de Hong Kong se eligen a través de circunscripciones funcionales basadas en el comercio con electorados limitados, que también favorecen en gran medida a los políticos pro-Beijing. El gobierno de Hong Kong a menudo es criticado por escuchar solo a Beijing y actuar en contra de los intereses de Hong Kong.[9] A pesar de las históricas protestas de 2014 que pedían un sufragio universal genuino, el gobierno de Hong Kong se negó a hacer ninguna concesión en la reforma electoral.
- La usurpación de Pekín en la autonomía de Hong Kong: la creciente usurpación del gobierno chino en la gestión de Hong Kong en sus propios asuntos políticos, económicos y sociales y el incumplimiento de ofrecer elecciones libres como lo prometieron en el Artículo 45 y el Artículo 68 de la Ley Básica.[10][11] Pekín también es criticado por violar reiteradamente la Declaración Conjunta sino-británica y el "Un país, dos sistemas", como lo garantiza la Declaración conjunta y la Ley básica, como se muestra en la Oficina de Enlace entrometiéndose en las elecciones locales, interpretaciones arbitrarias de la Ley Básica, la publicación del Libro Blanco "Un país, dos sistemas" y los presuntos secuestros de los libreros de Causeway Bay en 2015, entre otras denuncias.
- La identidad distintiva de Hong Kong: la gente de Hong Kong es mayoritariamente hablante de cantonés y escribe en chino tradicional e inglés con una fuerte influencia de la cultura y los valores occidentales, incluido el respeto a la libertad, los derechos humanos, la democracia y el estado de derecho, que se afirma que es muy diferente de China continental. También perciben que la identidad distintiva de Hong Kong está amenazada por la afluencia de inmigrantes y turistas continentales, así como por las "políticas de asimilación" del gobierno de Beijing, incluidas la Educación Moral y Nacional. Las generaciones más jóvenes en Hong Kong cada vez más no se identifican como "chinos", viéndose a sí mismos como "Hongkoneses" o mixtos.[12]

## Oposición a la independencia

### Los gobiernos de China y Hong Kong
El gobierno chino se opone firmemente a la independencia de Hong Kong. El exlíder supremo chino Deng Xiaoping se opuso a las propuestas alternativas de la primera ministra británica Margaret Thatcher durante la negociación sino-británica a principios de la década de 1980, ya que creía que "quería convertir a Hong Kong en una especie de entidad política independiente o semiindependiente".
Después del establecimiento del Partido Nacional de Hong Kong en marzo de 2016, una pieza editorial en el periódico Global Times, criticó al Partido Nacional de Hong Kong al afirmar que es "imposible" lograr la independencia de Hong Kong y lo calificó como "broma práctica" y "vanguardia del extremismo". La Oficina de Asuntos de Hong Kong y Macao del Consejo de Estado emitió una declaración a través de la Agencia de Noticias oficial Xinhua condenando al partido: "La acción para establecer una organización pro independencia por un grupo extremadamente pequeño de personas en Hong Kong ha dañado la soberanía del país, seguridad, puso en peligro la prosperidad y la estabilidad de Hong Kong, y los intereses centrales de Hong Kong ... Se opone firmemente a todo el pueblo chino, incluidos unos siete millones de habitantes de Hong Kong. También es una violación grave de la constitución del país, La Ley Básica de Hong Kong y las leyes vigentes relevantes". El portavoz de la Oficina de Asuntos de Hong Kong y Macao declaró que "[Pekín] no permitirá absolutamente a nadie que defienda la secesión en Hong Kong ni permitirá que ningún activista independentista ingrese a una institución gubernamental", después de que el Comité Permanente de la Asamblea Popular Nacional interpretara el Artículo 104 de la Ley Básica de Hong Kong que tenía como objetivo descalificar a los legisladores de Youngspiration Baggio Leung y Yau Wai-ching. En la fila de pancartas de independencia de las universidades, un comentario titulado "Debe establecerse una regla para hacer que la independencia de Hong Kong sea criminal", publicado en el periódico Renmin Ribao, dijo que la discusión sobre la independencia de Hong Kong debería hacerse ilegal, al igual que es ilegal promover el nazismo en Alemania.
El gobierno de Hong Kong emitió una declaración después de la formación del Partido Nacional de Hong Kong, declarando que "cualquier sugerencia de que Hong Kong debería ser independiente o cualquier movimiento para abogar por tal "independencia" está en contra de la Ley Básica y socavará la estabilidad y la prosperidad de Hong Kong y perjudica el interés del público en general ... El Gobierno de la Región Administrativa Especial tomará medidas de acuerdo con la ley".

### Partidos políticos
El campo pro-Beijing mantiene la misma postura con el gobierno de Beijing y el gobierno local y se opone firmemente a la independencia de Hong Kong. El campo prodemocracia simpatizaba con la causa independentista, pero en general se opone a la independencia de Hong Kong, ya que no creen que sea beneficioso para Hong Kong, ni práctico ni factible. Creen que luchar por una democracia genuina y salvaguardar el alto grado de autonomía bajo el principio "Un país, dos sistemas" es la solución más previsible.
Aunque los políticos y académicos como Chin Wan, Wong Yuk-Man y Wong Yeung-tat son vistos como líderes localistas y han estado cerca del movimiento de independencia de Hong Kong e incluso habían abogado por la "construcción de la nación", sino que también tienen claro que no apoyan la independencia de Hong Kong durante la controversia de descalificación de 2 candidatos al consejo Ejecutivo de Hong Kong en 2016. Afirman que luchan por una enmienda de la Ley Fundamental a través del referéndum civil para mantener la autonomía de Hong Kong similar a la de Groenlandia.

### Otros
El último gobernador colonial británico, Chris Patten, se opone a la independencia de Hong Kong, preocupado de que tales activistas "diluyan el apoyo" a la democracia en Hong Kong: "Sería deshonesto, deshonroso e imprudente de alguien como yo, pretender que el caso es por la democracia debe mezclarse con un argumento sobre la independencia de Hong Kong: algo que no va a suceder, algo que diluya el apoyo a la democracia y algo que ha llevado a todo tipo de payasadas que no deberían tener lugar en una sociedad madura con el objetivo de ser una democracia plena".
En septiembre de 2017, los responsables de 10 universidades en Hong Kong (City University de Hong Kong, Universidad Bautista de Hong Kong, Universidad Shue Yan, Universidad de Lingnan, Universidad China de Hong Kong, Universidad Educativa de Hong Kong, Universidad Politécnica de Hong Kong, Universidad de Ciencia y Tecnología de Hong Kong, Universidad Abierta de Hong Kong y Universidad de Hong Kong) declararon que todas las universidades no apoyan la independencia de Hong Kong, ya que contraviene la Ley Básica.

### Razones
Las razones citadas a favor de mantener Hong Kong como parte de China incluyen:
- Legalidad: el artículo 1 de la Ley básica de Hong Kong establece que Hong Kong es una parte inalienable de la República Popular de China. Cualquier defensa para que Hong Kong se separe de China no tiene base legal.[6]
- Mismo origen cultural y conexión cercana: Hong Kong ha sido parte de China durante la mayor parte de su historia. La mayoría de las personas en Hong Kong son de origen chino que sus padres o ellos mismos emigraron del continente. Incluso algunos de los activistas independentistas como Edward Leung nacieron en China continental. La mayor parte de la cultura de Hong Kong se origina en China continental y está estrechamente relacionada con la historia y la cultura china.[6]
- Beneficios del crecimiento de China: El crecimiento económico y la integración de Hong Kong y China han sido en gran medida de beneficio mutuo. China se ha convertido en el factor crucial del continuo crecimiento económico de Hong Kong y también en el mayor socio comercial de Hong Kong. Como centro del mercado extranjero de Renminbi, Hong Kong puede continuar beneficiándose del crecimiento de China y su potencial estado de superpotencia.
- "Un país, dos sistemas": Hong Kong, junto con Macao,[20] son los únicos territorios en la República Popular de China que supuestamente disfrutan de un "alto grado de autonomía" y libertad bajo el principio de "Un país, dos sistemas" según lo garantizado por la Declaración Conjunta sino-británica y la Ley Básica de Hong Kong. Es el sistema que puede servir al mejor interés del pueblo de Hong Kong y salvaguardar la prosperidad y estabilidad de Hong Kong, así como las libertades individuales y la autonomía del territorio a largo plazo si se implementa adecuadamente.
- Practicidad: Hong Kong está rodeado de territorios chinos (tanto terrestres como marítimos) y carece de recursos naturales. Actualmente depende de China en términos de alimentos (más del 90% de ellos importados, incluyendo casi toda la carne, vegetales y arroz[21][22]), agua dulce, electricidad y suministros de combustible, y se afirma que Hong Kong no será autosuficiente sin China continental. La tolerancia cero del gobierno de Beijing en cualquier movimiento secesionista también significa que cualquier movimiento hacia la independencia podría significar guerra y derramamiento de sangre. La estabilidad social y la prosperidad económica que la gente de Hong Kong ha disfrutado durante muchos años tendrá que ser sacrificada. La probabilidad de que las personas de Hong Kong logren la independencia por medios violentos es muy baja, ya que los separatistas de Hong Kong, aunque son capaces de organizar la violencia callejera, no tienen fuerzas armadas con capacidad de combate. Por el contrario, China comanda el ejército permanente más grande del mundo y la Guarnición de Hong Kong del Ejército de Liberación Popular de 10.000 miembros se basa directamente en Hong Kong a través de numerosos cuarteles.
- Contraproducente para la causa democrática: el llamado a la independencia "diluiría el apoyo" a la democracia ya que el tema de la independencia se mezclaría y llamaría la atención sobre el caso de la democracia. Cualquier intento de rechazar el Artículo 1 de la Ley Básica de Hong Kong significará anular cualquier promesa previa de Beijing de mantener la autonomía de Hong Kong y conduciría a represalias directas y posible anexión territorial por parte del gobierno chino. Convertir el activismo por la democracia en un desafío secesionista a la soberanía china sin duda sería a expensas de la autonomía a largo plazo y las libertades civiles del pueblo de Hong Kong.[18]